# Ethiopische bijeneter
De Ethiopische bijeneter (Merops lafresnayii) is een bijeneter die voorkomt in noordoostelijk Afrika. De vogel werd in 1843 als aparte soort door de Franse natuuronderzoeker Félix Édouard Guérin-Méneville beschreven en vernoemd naar de Franse ornitholoog baron Frédéric de Lafresnaye.

## Verspreiding en leefgebied
De vogel komt voor in Eritrea, Ethiopië en Zuid-Soedan.
De leefgebieden liggen in bebost en agrarisch gebied op hoogten tussen 1000 en 3200 meter boven zeeniveau.

## Status
De Ethiopische bijeneter heeft een groot verspreidingsgebied en de soort blijft in aantallen stabiel. Om deze redenen staat de soort als niet bedreigd op de Rode Lijst van de IUCN.